# San Antonio (Canelones)
Pour les articles homonymes, voir San Antonio (homonymie).

Municipalité de San Antonio

San Antonio est une ville et une municipalité de l'Uruguay située dans le département de Canelones. Sa population est de 1 489 habitants.

## Population
Sa population est de 1 489 habitants environ (2011).
| Année | Population |
| ----- | ---------- |
| 1963  | 919        |
| 1975  | 1 120      |
| 1985  | 1 106      |
| 1996  | 1 293      |
| 2004  | 1 434      |
| 2011  | 1 489      |

Référence,

## Gouvernement
Le maire (alcalde) de la ville est Nelly González.